# Izz-un-Nisa
Izz-un-Nisa Begum (en urdú: عزالنساء بیگم) fue la tercera esposa del emperador mogol Shah Jahan. También es conocida por el título Akbarabadi Mahal (que probablemente indica que era oriunda de la ciudad de Akbarabad), y encargó la construcción de la mezquita Akbarabadi en Shajahanabad (actual Delhi).

## Familia
Fue hija del Mirza Iraj, que ostentaba el título de Shahnawaz Khan. Este era hijo de Abdul Rahim Khan-I-Khana, y el nieto de Bairam Khan.

## Matrimonio
En el año 1617, después de la victoria de Decán, el príncipe Khurram (futuro Shah Jahan) propuso a su padre, el emperador Jahangir, que Abdul Rahim Khan, el abuelo de Izz-un-Nisa, recibiera el cargo de gobernador de todas las islas sureñas recientemente conquistadas. También convirtió al padre de Izz-un-Nisa en comandante en jefe de las islas del sur. Ambos nombramientos sirvieron para garantizar su futura lealtad a Shah Jahan. Este último ató el nudo más firmemente tomando a la joven hija de Shahnawaz como su tercera esposa. El príncipe ni siquiera se molestó en consultar el matrimonio con su padre, el emperador. No obstante, según Muhammad Amin Qazvini, un cronista contemporáneo al reinado de Shah Jahan, el matrimonio le fue impuesto al príncipe. La boda imperial tuvo lugar en Burhanpur, el 2 de septiembre de 1617, y fue «un vínculo de matrimonio completo a través de una ceremonia religiosa de matrimonio sancionada».
Dos años más tarde, en Agra, dio a luz a su único hijo. Jahangir lo nombró Sultán Jahan Afroz Mirza. Pero, como el niño no nació en una hora propicia, no lo mantuvo a su lado y lo envió con su bisabuelo, Abdul Rahim Khan, en la provincia de Decán. En 1619, su hijo fallecería en la ciudad de Burhanpur.
Según los cronistas contemporáneos, aunque Shah Jahan se había casado con ella y con Kandahari Begum, «Sin embargo, todo su deleite se centraba en esta ilustre dama (Mumtaz Mahal), a tal punto que no sentía hacia las demás ni una milésima parte del afecto que tenía por Su Difunta Majestad». Según Qazvini, «Estas dos esposas no disfrutaron de nada más que del título de Esposa». Sin embargo, después de la muerte de Mumtaz Mahal, Izz-un-Nisa Begum y Fatehpuri Mahal (otra de sus esposas) fueron especialmente favorecidas por el emperador.

## Muerte
Izz-un-Nisa sobrevivió a su marido, quien estaba profundamente preocupado por su bienestar en el momento de su muerte en 1666. Ella falleció 11 años después, el 28 de enero de 1678 en Agra. Fue enterrada en el jardín Sirhindi, diseñado por ella a las afueras de Shahjahanabad, actualmente Vieja Delhi. Su tumba se conoce como la tumba de Sirhindi Begum, siendo éste otro título que recibió en vida.